# Sydowia (grzyby)
Sydowia Bres. – rodzaj grzybów z klasy Dothideomycetes.

## Charakterystyka
Sydowia to teleomorfa. Jej anamorfy dawniej zaliczane były do rodzajów  Dothichiza Lib. lub Sclerophoma Höhnel. Jest endofitem o grzybni rozwijającej się wewnątrz organizmu żywiciela. Strzępki rozgałęzione, septowane, o barwie od blado do ciemnobrązowej. Podkładki mniej więcej kuliste lub stożkowate, początkowo zagłębione, później wyłaniające się nad powierzchnię skórki, jednokomorowe, z brodawkowatą krótką ostiolą. Kilkuwarstwowa ściana zbudowana jest z ciemnobrązowych, wielokątnych, czasami pryzmatycznych komórek, po zewnętrznej stronie ciemniejszych, wewnątrz szklistych lub prawie szklistych. Worki maczugowate do podłużnych, z wieloma zarodnikami tworzącymi się w jednej warstwie. Askospory stłoczone do zachodzących na siebie, eliptyczne, odwrotnie jajowate, początkowo szkliste, potem brązowe, gładkie, z wieloma poprzecznymi przegrodami, zwężone przy przegrodzie pierwotnej, czasami z pionową przegrodą w komórkach środkowych lub rzadko w komórkach końcowych, proste do nierównobocznych, o górnej części zwykle szerszej i krótszej niż dolna część. Pyknidia powstają na podkładkach, które początkowo są zanurzone, później wyłaniające się, kuliste do nieregularnych, pojedyncze lub skupione, jedno- lub wielokomorowe. Ich ściana jest gruba i podczas dojrzewania pęka, rozrywając leżącą nad nią skórkę rośliny. Komórki konidiogenne fialidowe, enteroblastyczne, zdeterminowane, dyskretne, szkliste do bladobrązowych, kuliste do ampułkowatych, z szerokim kanałem i maleńkim kołnierzem utworzonym z wewnętrznych komórek ściany wyścielającej lokule. Konidia szkliste, elipsoidalne, gładkie, jednokomórkowe, czasem paciorkowate, rzadko zwężające się u podstawy.

## Systematyka i nazewnictwo
Pozycja w klasyfikacji według Index Fungorum: Dothioraceae, Dothideales, Dothideomycetidae, Dothideomycetes, Pezizomycotina, Ascomycota, Fungi.
Takson utworzony w 1895 r. przez Giacomo Bresadolę. Synonimy: Hormonema Lagerb. & Melin 1927, Pleodothis Clem. 1909, Plowrightia sect. Plowrightiella Sacc. 1895, Plowrightiella (Sacc.) Trotter 1926.
Gatunki:
- Sydowia agharkariiT.S. Viswan. 1960
- Sydowia ceanothi M.E. Barr 2001
- Sydowia gregaria Bres. 1895
- Sydowia japonica (Kasai) Hirooka & Masuya 2012
- Sydowia polyspora (Bref. & Tavel) E. Müll. 1953
- Sydowia randiae R. Rao & Modak 1974
- Sydowia semenospora A. Funk & Finck 1988
- Sydowia slippii (M.E. Barr) M.E. Barr 2001
- Sydowia solitaria Lungescu & Morariu 1973
- Sydowia wolfii (M.E. Barr) M.E. Barr 2001[4].

W Polsce znana jest Sydowia polyspora wywołująca jesienną osutkę sosny i inne choroby roślin iglastych.